# Szpiro-sejtés
A számelméletben a Szpiro-sejtés az elliptikus görbe két jellemző mennyisége, a konduktor és a diszkrimináns közötti kapcsolatot fejezi ki. Általánosabb alakjában ekvivalens az abc-sejtéssel. Nevét Lucien Szpiroról kapta, aki az 1980-as években vetette fel.
A sejtés azt állítja, hogy minden ε > 0-ra van C(ε), hogy minden, a racionális számok fölött definiált elliptikus görbére, aminek minimális diszkriminánsa Δ, és konduktora f, teljesül, hogy:
{\displaystyle \vert \Delta \vert \leq C(\varepsilon )\cdot f^{6+\varepsilon }.\,}
A módosított Szpiro-sejtés szerint minden ε > 0-ra van C(ε), hogy minden, a racionális számok fölött definiált elliptikus görbére, amelynek invariánsai c4, c6 és konduktora f,
{\displaystyle \max\{\vert c_{4}\vert ^{3},\vert c_{6}\vert ^{2}\}\leq C(\varepsilon )\cdot f^{6+\varepsilon }.\,}